# Unité urbaine de Tergnier
L'unité urbaine de Tergnier est une unité urbaine française centrée sur Tergnier, ville du département de l'Aisne au cœur de la cinquième agglomération urbaine du département.

## Situation géographique
L'unité urbaine de Tergnier est située dans le centre du département de l'Aisne, dans la région historique du Laonnois où Laon en est le centre principal. Elle est située à l'ouest de la région Grand Est et au nord de l'Île-de-France, dans la région des Hauts-de-France.
Tergnier est situé à une trentaine de kilomètres à l'ouest de Laon, la préfecture du département de l'Aisne, et à une soixantaine de kilomètres de Soissons, une des sous-préfectures du département de l'Aisne.
La ville et son agglomération s'étendent dans la vallée de l'Oise, à la jonction de plusieurs  canaux (canal latéral à l'Oise, canal de la Sambre à l'Oise et  canal de Saint-Quentin).
Important nœud ferroviaire et centre industriel encore actif, elle est desservie par des lignes de chemin de fer et dispose d'une gare ferroviaire, et est accessible par l'autoroute A26 et est desservie par la nationale 32.
Située administrativement dans la région Hauts-de-France, Tergnier comme l'ensemble des villes de l'Aisne subit fortement l'influence et l'attraction de Paris qui est située à 120 km au sud.

## Données générales
En 2020, selon l'INSEE, l'unité urbaine de Tergnier est composée de sept communes, toutes situées dans le département de l'Aisne, plus précisément dans l'arrondissement de Laon.
En 2022, avec 21 859 habitants, elle constitue la cinquième unité urbaine du département de l'Aisne, se classant après les unités urbaines de Saint-Quentin (1er rang départemental), de Soissons (2e rang départemental), de Laon (3e rang départemental où cette dernière en est la préfecture), et de Château-Thierry (4e rang départemental). Elle occupe le 26e rang dans la région Hauts-de-France.
En 2022, sa densité de population qui s'élève à 459 hab/km2 en fait une unité urbaine moyennement densément peuplée, légèrement supérieure à celle de Laon (418 hab/km2), mais nettement moins élevée que celles de Saint-Quentin (1 274 hab/km2) et de Soissons (772 hab/km2).
L'unité urbaine de Tergnier est le pôle urbain de l'aire urbaine de Tergnier.

## Délimitation de l'unité urbaine de 2020
En 2020, l'INSEE a procédé à une révision des délimitations des unités urbaines de la France ; celle de Tergnier a conservé son périmètre de 2010. Lors de la précédente révision en 2010, elle est demeurée inchangée et compte toujours sept communes urbaines comme lors du zonage de 1999.

### Liste des communes
La liste ci-dessous comporte les communes appartenant à l'unité urbaine de Tergnier selon la nouvelle délimitation de 2020 et sa population municipale en 2022 :
| Code Insee | Nom      | Type         | Superficie (km2) | Population (hab.) | Densité (hab./km2) |
| ---------- | -------- | ------------ | ---------------- | ----------------- | ------------------ |
| 02016      | Andelain | Banlieue     | 2,91             | 211               | 72,5               |
| 02059      | Beautor  | Banlieue     | 7,44             | 2 625             | 352,8              |
| 02165      | Charmes  | Banlieue     | 3,66             | 1 596             | 436,1              |
| 02212      | Condren  | Banlieue     | 5,58             | 682               | 122,2              |
| 02260      | Danizy   | Banlieue     | 4,49             | 624               | 139                |
| 02304      | La Fère  | Banlieue     | 6,73             | 2 860             | 425                |
| 02738      | Tergnier | Ville-centre | 17,95            | 13 261            | 738,8              |

## Évolution démographique
Comme le montre le tableau ci-dessous, l'unité urbaine de Tergnier affiche une décroissance démographique ininterrompue depuis le recensement de 1968, date à laquelle elle était parvenue à son chiffre de population le plus élevé.
| 1968   | 1975   | 1982   | 1990   | 1999   | 2008   | 2013   | 2019   |
| ------ | ------ | ------ | ------ | ------ | ------ | ------ | ------ |
| 26 905 | 25 682 | 25 056 | 24 257 | 24 017 | 23 238 | 22 686 | 22 368 |